# 리처드 프랜시스브루스
리처드 프랜시스브루스(영어: Richard Francis-Bruce, 1948년 12월 10일 ~ )는 오스트레일리아의 영화 편집자이다. 조지 밀러의 《매드 맥스 3》(1985), 《이스트윅의 악녀들》(1987), 《로렌조 오일》(1992), 프랭크 다라본트의 《쇼생크 탈출》(1994), 데이비드 핀처의 《세븐》(1995), 볼프강 페테르젠의 《에어 포스 원》(1997), 《퍼펙트 스톰》(2000), 크리스 콜럼버스의 《해리 포터와 마법사의 돌》(2001) 등의 영화의 편집 작업을 담당하였다. 이중 《쇼생크 탈출》, 《세븐》, 《에어 포스 원》으로 아카데미 편집상 후보에 세 번 올랐으나 수상하지는 못했다.

## 연출 작품 목록

### 영화
| 연도 | 제목                    | 원제                                     | 감독             | 비고                      |
| ---- | ----------------------- | ---------------------------------------- | ---------------- | ------------------------- |
| 1985 | 매드 맥스 3             | Mad Max Beyond Thunderdome               | 조지 밀러        |                           |
| 1987 | 이스트윅의 악녀들       | The Witches of Eastwick                  | 조지 밀러        |                           |
| 1989 | 죽음의 항해             | Dead Calm                                | 필립 노이스      |                           |
| 1990 | 카 세일즈맨의 연애 특강 | Cadillac Man                             | 로저 도널드슨    |                           |
| 1992 | 로렌조 오일             | Lorenzo's Oil                            | 조지 밀러        |                           |
| 1994 | 쇼생크 탈출             | The Shawshank Redemption                 | 프랭크 다라본트  | 아카데미 편집상 후보      |
| 1994 | 스피치리스              | Speechless                               | 론 언더우드      |                           |
| 1995 | 세븐                    | Se7en                                    | 데이비드 핀처    | 아카데미 편집상 후보      |
| 1996 | 더 록                   | The Rock                                 | 마이클 베이      |                           |
| 1997 | 에어 포스 원            | Air Force One                            | 볼프강 페테르젠  | 아카데미 편집상 후보      |
| 1999 | 그린 마일               | The Green Mile                           | 프랭크 다라본트  |                           |
| 1999 | 인스팅트                | Instinct                                 | 존 터틀타웁      |                           |
| 2000 | 퍼펙트 스톰             | The Perfect Storm                        | 볼프강 페테르젠  |                           |
| 2001 | 해리 포터와 마법사의 돌 | Harry Potter and the Philosopher's Stone | 크리스 콜럼버스  |                           |
| 2003 | 이탈리안 잡             | The Italian Job                          | F. 게리 그레이   |                           |
| 2004 | 포가튼                  | The Forgotten                            | 조지프 루벤      |                           |
| 2007 | 고스트 라이더           | Ghost Rider                              | 마크 스티븐 존슨 |                           |
| 2010 | 킬러스                  | Killers                                  | 로버트 루케틱    |                           |
| 2010 | 리포맨                  | Repo Men                                 | 미겔 서포크닉    |                           |
| 2012 | 포 그레이터 글로리      | Cristiada                                | 딘 라이트        |                           |
| 2013 | 오블리비언              | Oblivion                                 | 조지프 코신스키  |                           |
| 2015 | 다이버전트              | Divergent                                | 닐 버거          | 낸시 리처드슨과 공동 편집 |
| 2015 | 트루스                  | Truth                                    | 제임스 밴더빌트  |                           |